# Gene McDaniels
Gene McDaniels, född Eugene Booker McDaniels 12 februari 1935 i Kansas City, Missouri, död 29 juli 2011, var en amerikansk R&B-sångare. 
McDaniels hade sin storhetsperiod i början av 1960-talet. Han spelade in R&B, fast med mycket pop inblandat. Hans första hit var "A Hundred Pounds of Clay" 1961, han slog sedan igenom stort samma år med "Tower of Strength", som blev femma på Billboardlistan. "Chip Chip" och "Point of No Return" var hits i USA 1962. Under 1970-talet var McDaniels främst aktiv som producent och låtskrivare, men han fortsatte även att spela in musik själv.

## Diskografi (urval)
Album
- 1960 – In Times Like These
- 1960 – Sometimes I'm Happy Sometimes I'm Blue
- 1961 – 100 Lbs. of Clay!
- 1961 – Tower of Strength
- 1962 – Hit After Hit
- 1962 – Gene McDaniels Sings Movie Memories
- 1963 – The Wonderful World of Gene McDaniels
- 1966 – The Facts of Life
- 1970 – Outlaw
- 1971 – Headless Heroes of the Apocalypse
- 1975 – Natural Juices
- 2004 – Screams and Whispers